# Орлеан (округ)
Округ Орлеан (фр. Arrondissement d'Orléans) — округ у Франції, в департаменті Луаре. 2023 року округ об'єднував 121 муніципалітет, населення становило 450 716 осіб.
Адміністративний центр (супрефектура) — Орлеан.

## Муніципалітети
Список муніципалітетів округу та їхні коди INSEE:
1. Ардон (45006)
2. Артене (45008)
3. Баккон (45019)
4. Божансі (45028)
5. Боль (45024)
6. Бонне (45039)
7. Бре-Сент-Еньян (45051)
8. Брисі (45055)
9. Бу (45043)
10. Буаньї-сюр-Біонн (45034)
11. Бужі-лез-Невіль (45044)
12. Бузі-ла-Форе (45049)
13. Буле-ле-Барр (45046)
14. Бюсі-ле-Руа (45058)
15. Бюсі-Сен-Ліфар (45059)
16. Ванн-сюр-Коссон (45331)
17. Веннесі (45333)
18. В'єнн-ан-Валь (45335)
19. Віглен (45336)
20. Вілламблен (45337)
21. Віллорсо (45344)
22. Вільмюрлен (45340)
23. Вільнев-сюр-Коні (45341)
24. Вільро (45342)
25. Вітрі-о-Лож (45346)
26. Гії (45164)
27. Дамп'єрр-ан-Бюрлі (45122)
28. Дарвуа (45123)
29. Доннрі (45126)
30. Дрі (45130)
31. Енгранн (45168)
32. Енгре (45169)
33. Еп'є-ан-Бос (45134)
34. Жаржо (45173)
35. Жеміньї (45152)
36. Жерміньї-де-Пре (45153)
37. Жиді (45154)
38. Жуї-ле-Потьє (45175)
39. Ісд (45171)
40. Клері-Сент-Андре (45098)
41. Комбле (45100)
42. Комбре (45101)
43. Краван (45116)
44. Куенс (45099)
45. Кульм'є (45109)
46. Ла-Ферте-Сент-Обен (45146)
47. Ла-Шапель-Онзерен (45074)
48. Ла-Шапель-Сен-Мемен (45075)
49. Лаї-ан-Валь (45179)
50. Ле-Бардон (45020)
51. Ле-Борд (45042)
52. Ліньї-ле-Рибо (45182)
53. Ліон-ан-Бос (45183)
54. Ліон-ан-Сюльяс (45184)
55. Лурі (45188)
56. Мардьє (45194)
57. Мариньї-лез-Юзаж (45197)
58. Маро-о-Пре (45196)
59. Марсії-ан-Вільтте (45193)
60. Мезьєр-лез-Клері (45204)
61. Мен-сюр-Луар (45203)
62. Менестро-ан-Вільтте (45200)
63. Месса (45202)
64. Монтіньї (45214)
65. Неві-ан-Сюльяс (45226)
66. Невіль-о-Буа (45224)
67. Оліве (45232)
68. Орлеан (45234)
69. Орм (45235)
70. Пате (45248)
71. Ребреш'ян (45261)
72. Розьєр-ан-Бос (45264)
73. Рувре-Сент-Круа (45262)
74. Рюан (45266)
75. Сандійон (45300)
76. Саран (45302)
77. Семуа (45308)
78. Сен-Бенуа-сюр-Луар (45270)
79. Сен-Дені-де-л'Отель (45273)
80. Сен-Деніз-ан-Валь (45274)
81. Сен-Жан-де-Бре (45284)
82. Сен-Жан-де-ла-Рюель (45285)
83. Сен-Жан-ле-Блан (45286)
84. Сен-Ілер-Сен-Мемен (45282)
85. Сен-Ліе-ла-Форе (45289)
86. Сен-Мартен-д'Абба (45290)
87. Сен-Пераві-ла-Коломб (45296)
88. Сен-Пер-сюр-Луар (45297)
89. Сен-Приве-Сен-Мемен (45298)
90. Сен-Сіжисмон (45299)
91. Сен-Сір-ан-Валь (45272)
92. Сен-Флоран (45277)
93. Сеннелі (45309)
94. Сент-Еньян-ле-Жаяр (45268)
95. Сент-І (45269)
96. Сердон (45063)
97. Серкотт (45062)
98. Сешбрієр (45305)
99. Сіглуа (45311)
100. Сужі (45313)
101. Сюллі-ла-Шапель (45314)
102. Сюллі-сюр-Луар (45315)
103. Сюрі-о-Буа (45316)
104. Таве (45317)
105. Тіжі (45324)
106. Трену (45327)
107. Трине (45330)
108. Турнуазі (45326)
109. Увруе-ле-Шам (45241)
110. Узуе-сюр-Луар (45244)
111. Фе-о-Лож (45142)
112. Фероль (45144)
113. Флері-лез-Обре (45147)
114. Шанто (45072)
115. Шарсонвіль (45081)
116. Шатонеф-сюр-Луар (45082)
117. Шевії (45093)
118. Шенжі (45067)
119. Шесі (45089)
120. Юетр (45166)
121. Юїссо-сюр-Мов (45167)